# Johann-August-Zeune-Schule für Blinde
Die Johann-August-Zeune-Schule für Blinde und Berufsfachschule Dr. Silex, amtlich J.-A.-Zeune-Schule für Blinde und Berufsfachschule Dr. Silex, auch kurz Zeune-Schule oder JAZ genannt, ist eine Förderschule in Berlin für Schüler, die blind oder sehbehindert sind. Sie befindet sich in der Rothenburgstraße im Berliner Ortsteil Steglitz. Die Schule wurde 1806 als erste Blindenschule in Deutschland von Johann August Zeune gegründet.

## Geschichte

### 1806
Die zweite Blindenschule im deutschsprachigen Raum wurde am 4. Oktober 1806 von Johann August Zeune gegründet und am 13. Oktober 1806 offiziell als „Preußisch-Königliche Bildungsanstalt“ in Berlin eröffnet. Der Unterricht fand in den Privaträumen Johann August Zeunes statt, der damals in der Gipsgasse wohnte. Vorangegangen war eine Initiative Valentin Haüys, der die weltweit erste Blindenschule, das Institution Royale des Jeunes Aveugles, gegründet hatte: Die blinde Konzertpianistin Maria Theresia Paradis hatte ihn auf ihrer Konzertreise 1784 derart fasziniert, dass er sich für die Ausbildung von Blinden einzusetzen begann. Anscheinend hatte Wolfgang Amadeus Mozart das Klavierkonzert KV 456 für sie geschrieben, er hatte es „für die Paradis nach Paris gemacht“.
Durch Haüys Einfluss wurden nach Paris (1784) auch in Wien (1804 durch Johann Wilhelm Klein) Bildungsanstalten für Blinde eröffnet, in Berlin sprach er diesbezüglich am 14. Juli 1806 beim preußischen König Friedrich Wilhelm III. vor. Kurz zuvor hatte er im Literarischen Salon Henriette Herz’ den Augenarzt Karl Johann Christian Grapengiesser und dessen Freund Johann August Zeune kennengelernt und zur Schulgründung ermuntert.
Anfangs stand die Schule unter kirchlicher Verwaltung, bis 1809 Wilhelm von Humboldt die Leitung der preußischen Unterrichtsverwaltung, und damit auch die Blindenschule, übernahm.
In den ersten Jahren wechselte der Standort der Schule mehrmals, erst ab 1812 lag er durchgehend 28 Jahre lang neben der 1780 erbauten Georgenkirche, Georgkirchhof 19, während Johann August Zeune nebenan im Spletthaus (oder Splethaus), Georgkirchhof 18, wohnte.
Die Gründung der Blindenschule 1806 war von politischen Ereignissen größten Ausmaßes begleitet. Der zum Entsetzen der übrigen europäischen Mächte anfangs gegenüber Bonaparte neutral gebliebene preußische König Friedrich Wilhelm III. musste am 9. August 1806 doch die Mobilmachung seiner Armee anordnen. Im Verlauf des Vierten Koalitionskrieges war Berlin ab 24. Oktober 1806 französisch besetzt, der König floh nach Königsberg, Preußen brach zusammen. Erst ab 1815, nach den Befreiungskriegen, konsolidierte sich der Alltag in Berlin wieder.
Während der Kriege grassierten gehäuft infektiöse Augenkrankheiten in der Armee, die zur Erblindung vieler Soldaten führte. Diese wurden zunehmend in Invalidenheimen betreut, 1816 wird Johann August Zeune als Organisator des neu gegründeten „preußischen Kriegsblindenwesens“ genannt.

### 1838
Im Jahr 1838 stiftete Rittmeister a. D. von Rothenburg 88.000 Taler, was Zeune in die Lage brachte, ein größeres Haus für die Blindenschule erwerben zu können: er kaufte das Gebäude Wilhelmstraße 139, in dem bis 1830 die Plamannsche Erziehungsanstalt untergebracht gewesen war. In diesem wohnten dann zwölf blinde Schüler, sogenannte Kostgänger, die sowohl unterrichtet als auch verpflegt wurden. Außerdem konnten weitere acht bis zwölf Schulgänger am Unterricht teilnehmen, die als „Königl. Freischüler“ bezeichnet wurden und nicht im Haus wohnten. Außer Zeune, der 1853 verstarb, wohnten noch seine Frau, drei Lehrer und ein Schulwart im Schulgebäude. Unterrichtet wurden Schüler im Alter zwischen 9 und 15 Jahren in den Fächern Handarbeiten, Tonkunst und Wissenschaften.

### 1877
Seit dem Amtsantritt des Schulleiters Karl Friedrich Roesner 1872 gab es Bestrebungen, die Blindenschule aus dem Stadtgebiet Berlins zu verlegen. Die Wahl des neuen Standortes fiel auf das Dorf Steglitz im Landkreis Teltow. Das dafür neu errichtete Schulgebäude wurde am 8. Mai 1877 seiner Bestimmung übergeben. Nachteilig war, dass damit Berlin bis zur Eingemeindung von Steglitz 43 Jahre lang über keine eigene Blindenschule mehr verfügte, Vorteile lagen in der Entwicklungs- und Ausbaumöglichkeit der Blindenbildung am neuen Standort.

### 1906

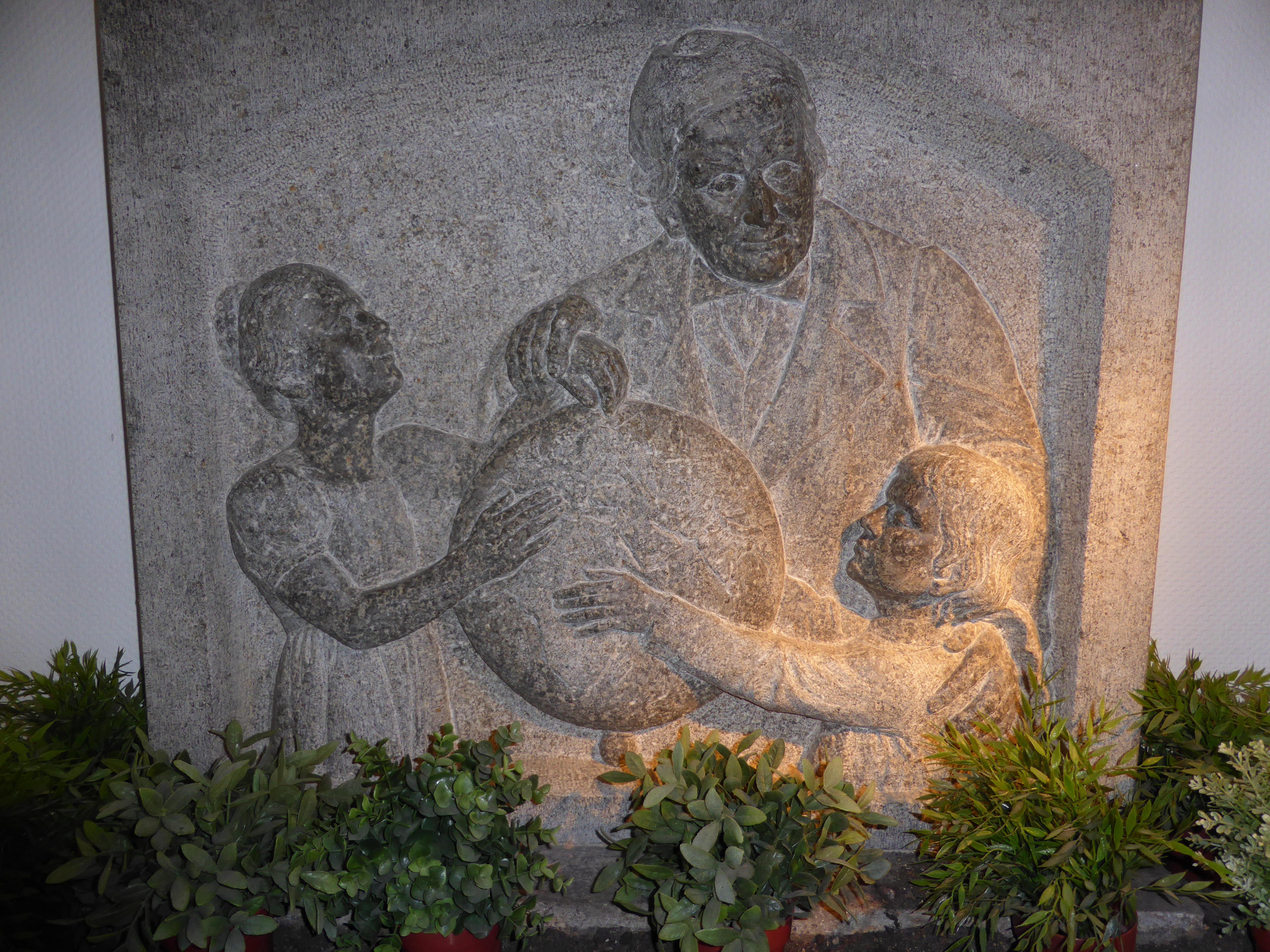
Zeune-Relief im Foyer

Zur 100-Jahr-Feier der Schule am 13. Oktober 1906 wurde im Foyer ein Relief aus Granit enthüllt, das Georg Meyer-Steglitz für diesen Anlass geschaffen hatte.

### 1933
Schon in den ersten Wochen der NS-Herrschaft, am 28. Februar 1933, wurde in der Zeune-Schule eine HJ-Gruppe gegründet, im Dezember 1933 erschien zudem der Weckruf, der sich im Untertitel „Mitteilungsblatt für die Hitler-Jugend aller deutschen Blindenanstalten“ nannte. Das Blatt wurde in Braille gedruckt, musste aber, um sie leichter zensurieren zu können, in Schwarzschrift übertragen werden. 1934 wurde der Weckruf zum amtlichen Organ der Reichs-Jugendführung für die blinde Hitler-Jugend (Zeitschrift für die nationalsozialistische blinde Jugend). Siehe: HJ-Bann B.

## Architektur und Gelände
Das Backstein-Schulgebäude, das einfache Züge im Stil der Neorenaissance trägt, wurde in den Jahren 1876/1877 erbaut. Geplant wurde es von Rudolf Stüve in Zusammenarbeit mit Johann Eduard Jacobsthal und Ludwig Giersberg.
Das etwa 1,75 Hektar große parkähnliche Gelände in Hanglage grenzt südlich an das der Rothenburg- und Fichtenbergschule, von dem es durch die Zeunepromenade getrennt ist. Im Osten wird es von der Rothenburgstraße begrenzt, im Norden vom Gebäude der Evangelisch-Freikirchlichen Gemeinde Berlin-Steglitz und im Westen von der Lepsiusstraße, von der aus es ebenso einen Zugang gibt.
Auf dem Grundstück befinden sich außer der Schule das Silx-Gebäude, das Haus der Blindenwerkstatt und das Deutsche Blinden-Museum.

## Schulformen
Die Schule deckt mehrere Bereiche ab:
- Frühförderung
- Förderung von Schülern mit Mehrfachbehinderung

Regelschule
- Grundschule: 1. bis 6. Schuljahr
- Förderschule
- Inklusive Pädagogik durch Mobile Dienste
- Mittelschule: MSA (→ Freiwilliges 10. Schuljahr mit sogenannten A-Kursen in den Hauptfächern Deutsch, Mathematik und Englisch).
- Gymnasium: Hochschulreife (meist in Zusammenarbeit mit der Fichtenberg-Oberschule)

Lehrgänge
- Grundausbildung Wirtschaft und Verwaltung. Für Interessenten, die später im Büro- und Verwaltungsbereich, einem Call-Center, in Telefonzentralen, im Auskunfts- und Verkaufsbereich zu arbeiten beabsichtigen.
- Einjähriger Lehrgang: Grundausbildung Gesundheit. Als Voraussetzung zur Erlernung einer Ausbildung zum Masseur, Medizinischem Bademeister, Physiotherapeuten oder zum Ergotherapeuten.
- Grundausbildung Handwerk und Industrie Die Ausbildung umfasst die Bereiche Holz (Holzwerkstatt), Metall (Fahrradwerkstatt) und Hauswirtschaft (Lehrküche / Schülercafe).

Berufsschulen
- Berufsfachschule für Büroberufe: Abschluss als Fachkraft für Büro- und Telekommunikation.
- Berufsschule, dreijährige Ausbildung: Fachangestellter/Fachangestellte für Medien- und Informationsdienste